# Pacto de los Liberal Demócratas
El Pacto de los Liberal Demócratas (Patto dei Liberaldemocratici) (PLD) fue un partido político liberal y democristiano italiano.
Fue concebido en 2003 por Mario Segni, Carlo Scognamiglio Pasini y Michele Cossa (líder de Reformadores Sardos), como un partido alternativo centrista al centro-izquierda. El partido está dirigido a cambiar el sistema político italiano, con especial atención al de centro-derecha italiano, que es percibido por sus líderes como populista bajo el liderazgo de Silvio Berlusconi. El partido es básicamente la continuación Pacto Segni.
Segni y Scognamiglio impulsaron el PLD a tiempo para presentarse a las elecciones al Parlamento Europeo de 2004, en las que esperaban atraer a muchos descontentos votantes de centro-derecha; sin embargo sólo obtuvo un 0,5% de los votos (7,4% en Cerdeña, donde su sección regional Reformadores Sardos se presentó con la Casa de las Libertades).
Después de que el centro-derecha decidió volver a reunirse en torno a Silvio Berlusconi, Segni y Scognamiglio decidieron no presentarse a las elecciones generales de 2006, en las que Forza Italia de Berlusconi logró un 23,7% de los votos y Reformadores Sardos obtuvo senador, Massimo Fantola, en las listas de UDC.
Pese a ser el partido una fuerza menor de la política italiana, Mario Segni se encontró en el centro de atención al proponer, junto con el profesor Giovanni Guzzetta, Arturo Parisi, Antonio Martino y Daniele Capezzone, un referéndum dirigido a cambiar el sistema electoral. Si este referéndum con la propuesta de estas personalidades se llevara a cabo y tuviera éxito, Italia se acercaría de un sistema político bipartidista, obteniendo el partido que fuese primera fuerza política en las elecciones, fuese cual fuese su número de votos, 340 diputados de los 630 de la Cámara de Diputados.
Aunque nunca se ha disuelto formalmente, de facto el partido está inactivo desde 2006.
- Datos: Q3206337
- Multimedia: Patto Segni-Scognamiglio / Q3206337